# جورج ویلیام هیل
 جورج ویلیام هیل (انگلیسی: George William Hill؛ ۳ مارس ۱۸۳۸ – ۱۶ آوریل ۱۹۱۴) یک ستاره‌شناس، و ریاضی‌دان اهل ایالات متحده آمریکا بود.